# Bisdom Castanhal
Het bisdom Castanhal (Latijn: Dioecesis Castagnalensis de Pará) is een rooms-katholiek bisdom met als zetel Castanhal, in Brazilië. Het bisdom is suffragaan aan het aartsbisdom Belém do Pará.

## Geschiedenis
Het bisdom werd opgericht op 29 december 2004 uit delen van het aartsbisdom Belém do Pará en het bisdom Bragança do Pará.

## Parochies
Het bisdom had in 2021 een oppervlakte van 14.338km2 en telde 829.277 inwoners waarvan 81,3% rooms-katholiek was.

## Bisschoppen
- Carlos Verzeletti (29 december 2004 - heden)

Belém do Pará (aartsbisdom) · Abaetetuba · Bragança do Pará · Cametá · Castanhal · Macapá · Marabá · Marajó (territoriale prelatuur) · Ponta de Pedras · Santíssima Conceição do Araguaia